# 金格纳塞里
金格纳塞里（發音：[t͡ʃɐŋːɐnaːʃeːɾi]），旧称金格纳杰里（英語：Changanacherry），是印度喀拉拉邦戈德亚姆县的一个城镇。总人口51960（2001年）。

## 人口
该地2001年总人口51960人，其中男性25156人，女性26804人；0—6岁人口5654人，其中男2921人，女2733人；识字率85.76%，其中男性为86.21%，女性为85.33%。